# Selina Graf
Selina Graf (* 1994 in Salzburg) ist eine österreichische Schauspielerin.
Bekannt wurde Graf durch die ORF-Serie Walking on Sunshine, in der sie Conny Ulrich verkörpert.

## Leben
Selina Graf besuchte die Übungsvolksschule in Nonntal und legte am Bundesgymnasium Nonntal die Matura ab. Anschließend studierte sie in Salzburg Mathematik. Von 2015 bis 2019 absolvierte sie ihr Studium an der Musik und Kunst Privatuniversität der Stadt Wien im Studiengang Schauspiel.
2016 war sie in der Sparte Fidelio.Kreation Preisträgerin beim 15. Fidelio-Wettbewerb.
2022 wurde sie für die Romy (Auszeichnung) in der Kategorie Entdeckung weiblich nominiert.

## Theater
- 2011: Schöne Neue Welt, Salzburger Landestheater
- 2014: Faust 2, Salzburger Landestheater
- 2017: Metamorphosen, Dschungel Wien
- 2017: Jedermann, Salzburger Festspiele
- 2019: Zelt, Burgtheater Wien

## Filmografie
- 2019: Walking on Sunshine (4 Staffeln)
- 2021: Ich und die Anderen (Fernsehserie)
- 2021: Soko Donau
- 2022: Para:dies
- 2022: Sachertorte
- 2023: Sterne unter der Stadt
- 2024: Biester (Fernsehserie)
- 2024: Schnell ermittelt (Fernsehserie, Folge Rudolf Faden)
- 2025: Wiener Blut – Berggericht (Fernsehreihe)
- 2025: Die Affäre Cum-Ex (Fernsehserie)